# Peyton Watson
Peyton Tyler Watson (ur. 11 września 2002 w Beverly Hills) – amerykański koszykarz występujący na pozycjach rzucającego obrońcy lub niskiego skrzydłowego, aktualnie zawodnik Denver Nuggets.
W 2021 wziął udział w meczu Allen Iverson Roundball Classic. Został też powołany do udziału w meczu wschodzących gwiazd Nike Hoop Summit, spotkanie nie zostało jednak rozegrane z powodu restrykcji pandemicznych.

## Osiągnięcia
Stan na 21 czerwca 2023, na podstawie, o ile nie zaznaczono inaczej.

### NCAA
- Uczestnik rozgrywek Sweet 16 turnieju NCAA (2022)
- Zaliczony do składu honorable mention konferencji Pac-12 (2022)

### NBA
- Mistrz NBA (2023)[5]

### Reprezentacja
- Mistrzostwa świata U–19 (2021)[6]